# 正体不明 THEM -ゼム‐
『正体不明 THEM -ゼム-』（しょうたいふめいゼム、原題：Ils）は、2006年のフランス・ルーマニア合作のホラー映画。チェコで発生した実際の事件を元に製作されている。

## あらすじ
ブカレストのフランス人学校に勤務しているクレモンティーヌは、夫リュカと共にブカレスト郊外にある森の中の一軒家で暮らしていた。ある晩、二人は何者かに襲撃され、リュカは脚に怪我を負ってしまう。恐怖を感じた二人は逃げようとする。

## スタッフ
- 監督：ダヴィド・モロー（フランス語版）、ザヴィエ・パリュ（フランス語版）
- 脚本：ダヴィド・モロー、ザヴィエ・パリュ
- 製作：リシャール・グランピエール（フランス語版）
- 製作総指揮：フレッド・ドニギュアン
- 音楽：ルネ・マルク・ビニ
- 撮影：アクセル・コスネフロワ
- 編集：ニコラ・サルキシャン
- 衣装：エリザベス・メウ
- 音声編集：ジャーマン・ブーレイ
- 助監督：フランク・ヴェスティール
- プロダクション・マネージャー：ナタリー・ランプル
- ポスト・プロダクション・マネージャー：ドリス・ヨバ
- 録音：クリスティーヌ・シャルパイユ
- 記録：ジュリアン・ブッフ
- キャスティング：ギヨーム・ムーラン、ダビッド・ベルトラン

## キャスト
※役名、俳優の順。
- クレモンティーヌ：オリヴィア・ボナミー（フランス語版）
- リュカ：ミカエル・コーエン（フランス語版）
- マリア：カメリア・マキシム
- イロナ：アドリアーナ・モカ
- サンダ：マリア・ローマン
- 子供：アレクサンドゥル・ボフ